# Ариазате
Ариазате (до замужества Аутома) — дочь армянского царя Тиграна II, жена парфянского царя Митридата II либо Готарза I.

О ней известно из датированного 88 годом до н. э. пергамента из Авромана в иранском Курдистане. Аутома, как назвали при рождении, приходилась дочерью армянскому царю Тиграну II. По мнению большинства исследователей, вышла замуж за парфянского царя Митридата II, став его второй женой, что разрешалось зороастрийским законом, и получила новое, парфянское, имя — Ариазате (как отметил Б. Ромени, оно означает «Дитя Ирана»). Э. Кэрни и С. Мюллер относят время совершения брака к периоду между 95 и 88 годами до н. э. По мнению Шоттки, этот союз мог быть заключен и ранее 95 года до н. э. Так как в документе Тигран был назван «великим царём», а Митридат — «великим царём царей», то первый являлся вассалом второго. Однако о каком-либо сюзеренитете Митридата II над Арменией античные авторы ничего не сообщают. При этом армянский царь сохранял суверенитет — возможно, благодаря своим заслугам. Вместе с тем до покорения парфян Тиграном в армянской традиции не использовался титул царя царей. Указанный титул Тигран получает по результатам начавшейся в 91-90 г.д.н.э. , победоносной войны против Митридада II и его приемников. Отняв титул царя царей у парфянских властителей, Тигран, тем не менее, не указывал его на монетах, выпущенных в городах завоеванной им державы Селевкидов. В последнем случае указывался титул - Θεός (бог). По мнению других учёных, Ариазате была одной из трех жен Готарза I. При этом Г. Ассар полагает, что Ариазате могла родиться в период между 124 и 122 годами до н. э., а её брак с Готарзом исследователь датирует приблизительно 107 годом до н. э. Возможно, их сыном был Ород I.